# Claës Lewenhaupt (1880–1965)
Claës Adam Sten Claëson Lewenhaupt, född 12 augusti 1880 i Östra Vingåkers församling i Södermanlands län, död där 12 oktober 1965, var en svensk greve och hovman. 

## Biografi
Lewenhaupt blev juris utriusque kandidat vid Uppsala universitet 1908 och honorärattaché i Paris 1909. Åren 1918–1924 var han kommunalordförande i Östra Vingåkers landskommun. År 1917 blev Lewenhaupt tjänstgörande hovjägmästare och 1937 tjänstgörande förste hovjägmästare. År 1940 blev Lewenhaupt överhovjägmästare och chef för Kungliga Hovjägeristaten. Åren 1932–1965 var han innehavaren av fideikommissen Claestorp.
År 1911 blev Lewenhaupt medarbetare i redaktionen för Sveriges ridderskaps och adels kalender och var 1918–1938 ensam utgivare av densamma.
Claës Lewenhaupt var son till överstekammarjunkaren greve Claës Lewenhaupt och grevinnan Louise Lewenhaupt. Han gifte sig 1910 med friherrinnan Ebba Falkenberg, dotter till kaptenen friherre Henrik Falkenberg och statsfrun friherrinnan Ebba Åkerhielm.

## Utmärkelser
- Konung Gustaf V:s jubileumsminnestecken med anledning av 90-årsdagen, 1948.[3]
- Konung Gustaf V:s jubileumsminnestecken med anledning av 70-årsdagen, 1928.[3]
- Konung Gustav V:s minnestecken, 1951.[3]
- Kommendör med stora korset av Nordstjärneorden, 5 juni 1943.[4]
- Kommendör av första klassen av Vasaorden, 6 juni 1939.[5]
- Rättsriddare av Johanniterorden i Sverige, 1946.[6][7]
- Storkorset av Danska Dannebrogorden, 1950.[8][9]